# NGC 2695
NGC 2695 ist eine linsenförmige Galaxie vom Hubble-Typ S0 im Sternbild Hydra südlich der Ekliptik. Sie ist schätzungsweise 74 Millionen Lichtjahre von der Milchstraße entfernt und hat einen Durchmesser von etwa 35.000 Lj.

Im selben Himmelsareal befindet sich die Galaxie NGC 2697, NGC 2698, NGC 2699, NGC 2709.
Das Objekt wurde am 6. Januar 1785 von Wilhelm Herschel entdeckt.